# Gasteracantha diardi
Gasteracantha diardi är en spindelart som först beskrevs av Lucas 1835.  Gasteracantha diardi ingår i släktet Gasteracantha och familjen hjulspindlar. Inga underarter finns listade i Catalogue of Life.